# Tarrare
Tarrare (Lyon; 1772–Versalles; 1798), también escrito Tarare, fue un soldado y artista callejero francés conocido por sus inusuales hábitos alimentarios. Era capaz de comer ingentes cantidades de carne y estaba constantemente hambriento. Sus padres no podían mantenerlo y de adolescente lo echaron del hogar familiar. Viajó por Francia en compañía de una banda de ladrones y prostitutas antes de convertirse en el telonero de un charlatán ambulante. Se tragaba tapones, piedras, animales vivos y una cesta entera de manzanas. Llevó esta actuación a París, donde trabajó como artista callejero.
A comienzos de la Guerra de la Primera Coalición, Tarrare se unió al Ejército Revolucionario Francés. Debido a que las raciones militares no eran capaces de satisfacer su apetito, comía cualquier comida que hubiera en las alcantarillas y en las pilas de basura, pero su enfermedad empeoraba con el hambre. Sufría de agotamiento, y fue hospitalizado para más tarde convertirse en sujeto de una serie de experimentos médicos para analizar su capacidad de ingerir, donde, entre otras cosas, comía cantidades para quince personas de una sentada, gatos vivos, serpientes, lagartos y cachorros de perro, y tragaba una anguila entera sin masticar. A pesar de su dieta poco habitual, su tamaño y apariencia eran normales, y no mostraba ningún otro signo de enfermedad mental más que lo que fue descrito como un temperamento apático.
El general Alejandro de Beauharnais decidió poner en práctica las capacidades de Tarrare y le contrató como mensajero del Ejército Revolucionario Francés con el objetivo de que se tragara documentos, franqueara las líneas enemigas, y los recuperara de sus deposiciones una vez hubiera llegado seguro a su destino. Desafortunadamente, no hablaba alemán, y en su primera misión fue capturado por el ejército prusiano, fuertemente golpeado y sometido a un simulacro de ejecución antes de ser enviado de nuevo a líneas francesas.
Con esta experiencia escarmentó y accedió a someterse a cualquier procedimiento que pudiera curar su apetito, y tuvo tratamientos con láudano, pastillas de tabaco, vinagre de vino y huevos pasados por agua. Los métodos fracasaron, y los médicos no pudieron hacer que se mantuviera a dieta estricta; se escapaba del hospital para rebuscar en las alcantarillas, pilas de basura y fuera de las carnicerías en busca de vísceras, y trataba de beber la sangre de otros pacientes del hospital y de comer los cadáveres de la morgue del hospital. Después de que sospecharan de que se había comido a un niño pequeño, lo echaron del hospital. Cuatro años después, reaparece en Versalles sufriendo de una tuberculosis aguda. Poco después, muere tras un largo episodio de diarrea exudativa.

## Biografía
Tarrare nació en la Francia rural, cerca de Lyon, alrededor de 1772. Su fecha de nacimiento exacta se desconoce y no se sabe si Tarrare era su nombre real o un apodo.
De niño, Tarrare tenía un gran apetito y en su adolescencia podía comer en un solo día un cuarto de buey, que pesaba tanto como él mismo. En estos años, sus padres no podían mantenerlo y lo instaron a abandonar su casa. Durante algunos años después, estuvo recorriendo el país con una banda errante de ladrones y prostitutas, mendigando y robando comida, antes de conseguir un trabajo como telonero de un charlatán ambulante. Tarrare atraía al público comiendo tapones, piedras, animales vivos y tragándose una cesta entera de manzanas una tras otra. Comía vorazmente y le gustaba en especial la carne de serpiente.

En 1788, Tarrare se trasladó a París para trabajar como artista callejero. Parece que en general tenía éxito, pero en una ocasión la función fue mal y sufrió una obstrucción intestinal aguda. Miembros del público le llevaron al hospital Hôtel-Dieu, donde lo trataron con fuertes laxantes. Se repuso por completo y se ofreció a hacer una demostración de su espectáculo tragándose el reloj y la cadena de su cirujano. Guiraud, el cirujano, poco impresionado por la oferta, le advirtió de que si lo hacía, le abriría para recuperar sus objetos.

## Aspecto y comportamiento
A pesar de su dieta poco habitual, Tarrare era de complexión delgada y de una altura media. A los diecisiete años, solo pesaba 45 kilos. Se le describe con un cabello fino y claro poco frecuente y una boca excepcionalmente grande con dientes muy manchados y labios casi invisibles. Cuando no comía, su piel colgaba tanto que podía rodearse la cintura con el pliegue de la piel del abdomen. Cuando estaba lleno, su abdomen se hinchaba «como un gran globo». La piel de sus mejillas estaba arrugada y le colgaba, y cuando se estiraba, podía meterse doce huevos o manzanas en la boca. Su cuerpo estaba caliente y sudaba mucho. Además, sufría constantemente de un nauseabundo olor corporal. Se le describe como maloliente «hasta tal punto que se hacía insoportable a una distancia de veinte pasos». Este olor se hacía notablemente fuerte después de haber comido. Sus ojos y mejillas se volvían sanguinolentos, un vapor visible se desprendía de su cuerpo y entraba en un estado letárgico durante el cual eructaba ruidosamente y sus mandíbulas simulaban los movimientos para tragar. Sufría diarrea crónica, descrita como «fétida más allá de toda concepción». A pesar de su inmensa ingesta de comida, no parecía ni vomitar excesivamente, ni ganar peso. Aparte de sus hábitos alimentarios, sus contemporáneos no observaron ningún signo aparente de enfermedad mental o comportamiento inusual en él, más que un aparente temperamento apático con «una falta completa de fuerza e ideas».

La causa del comportamiento de Tarrare no se conoce. Mientras que ha habido otros casos documentados de comportamiento similar en el mismo período, solo a Tarrare se le hizo la autopsia y no se tiene constancia de casos parecidos al suyo. El hipertiroidismo puede producir apetito extremo, repentina pérdida de peso, sudoración abundante, intolerancia al calor y cabello fino. El científico Jan Bondeson especula que Tarrare sufría de una amígdala dañada. Se sabe que el daño en amígdalas en animales puede provocar polifagia.

## Servicio militar
En los comienzos de la Guerra de la Primera Coalición, Tarrare se unió al Ejército Revolucionario Francés. Por desgracia para él, las raciones militares eran insuficientes para satisfacer su apetito. Llevaba a cabo tareas para otros soldados a cambio de una parte de sus raciones y buscaba sobras en montones de estiércol, pero no era suficiente para satisfacerlo. Fue ingresado en el hospital militar de Soultz-Haut-Rhin por agotamiento extremo. Le dieron el cuádruple de raciones, pero seguía hambriento. Buscaba desperdicios en alcantarillas y en contenedores de basura, comía las sobras de las comidas de otros pacientes y entraba a hurtadillas en la botica para comerse los cataplasmas. Los cirujanos no alcanzaban a entender su apetito. A Tarrare se le ordenó que permaneciera en el hospital militar para someterse a experimentos fisiológicos diseñados por el doctor Courville (cirujano del Noveno Regimiento húsar) y el jefe de cirugía del hospital, George Didier, Barón Percy.
Courville y Percy decidieron poner a prueba la capacidad de Tarrare con la comida. La comida fue preparada por quince trabajadores cerca de las puertas del hospital. Aunque por lo general el personal del hospital contenía a Tarrare en presencia de comida, en esta ocasión, Courville le permitió acercarse a la mesa sin impedimento. Tarrare se comió todo: dos pasteles de carne grandes, platos de grasa y sal y cuatro galones de leche, e inmediatamente después, se durmió. Courville se dio cuenta de que el vientre de Tarrare se había tensado e hinchado como un gran globo. En otra ocasión, a Tarrare le dieron un gato vivo. Le abrió el canal con los dientes y bebió su sangre, y continuó comiéndose el gato entero salvo los huesos, antes de vomitar el pelo y la piel. Después de esto, el personal del hospital ofreció a Tarrare una variedad de otros animales, incluyendo serpientes, lagartos y cachorros de perro; todos ellos se los comió. También se tragó una anguila entera sin masticar, habiéndole antes machacado la cabeza con los dientes.

### Servicio como mensajero militar
Tras pasar varios meses siendo un sujeto de experimentación, las autoridades militares presionaron a Tarrare para que volviera al servicio activo. El doctor Courville quería continuar con sus investigaciones acerca de los hábitos alimentarios y sistema digestivo de Tarrare, y le planteó al general Alejandro de Beauharnais que las capacidades poco frecuentes de Tarrare y su comportamiento podían ponerse al servicio militar. Se introdujo un documento en una caja de madera que luego se le dio a Tarrare para que tragara. Dos días después, se recuperó la caja de sus excrementos con el documento todavía en estado legible. Por consiguiente, Courville propuso a de Beauharnais que Tarrare sirviera como mensajero militar, llevando documentos de forma segura a territorio enemigo sin riesgo de que los descubrieran si era registrado.

Tarrare hizo una visita a de Beauharnais para demostrarle sus habilidades antes de una reunión de los comandantes de la Armada del Rin. Tras haberse tragado con éxito la caja, le dieron una carretilla con 14 kg de pulmones e hígados de toro crudo como recompensa que comió inmediatamente delante de los generales congregados.
Después de esta exitosa demostración, Tarrare fue contratado oficialmente como espía de la Armada del Rin. Aunque el general de Beauharnais estaba convencido de la capacidad física de Tarrare para llevar los mensajes en su interior, le preocupaba su estado mental y al principio era reticente a confiarle documentos militares significativos. A Tarrare le encomendaron como primer encargo llevar un mensaje a un coronel francés recluido por los prusianos cerca de Neustadt; le dijeron que los documentos eran de gran importancia militar, pero en realidad Beauharnais simplemente había escrito una nota pidiéndole al coronel la confirmación de que el mensaje le había llegado con éxito, y de ser así, que contestara con alguna información potencialmente útil sobre movimientos de tropas prusianas.
Tarrare cruzó las líneas prusianas aprovechando la oscuridad, disfrazado de campesino alemán. Al ser incapaz de hablar alemán, pronto atrajo la atención de los residentes locales, que alertaron a las autoridades prusianas, y fue capturado en las afueras de Landau in der Pfalz. No encontraron nada sospechoso en el cacheo al desnudo, y a pesar de ser azotado por soldados prusianos, se negó a revelar su misión. Fue llevado ante el comandante local prusiano, el general Zoegli, se volvió a negar a hablar y fue encarcelado. Tras 24 horas de cautividad, Tarrare cedió y explicó el plan a sus captores. Fue encadenado a una letrina, y al final, 30 horas después de habérsela tragado, la caja de madera apareció. Zoegli enfureció cuando los documentos, que Tarrare había dicho que contenían información vital de inteligencia, resultaron ser solo un estúpido mensaje de Beauharnais, y llevaron a Tarrare a la horca y le colocaron el lazo alrededor del cuello. (Algunas fuentes aseguran que Zoegli nunca recuperó la caja ya que Tarrare tenía la presencia de ánimo de recuperar y comer las deposiciones que la contenían antes de que pudieran ser incautadas por los prusianos.) En el último minuto, Zoegli cedió y bajaron a Tarrare del patíbulo, al que dieron una severa paliza y pusieron en libertad cerca de las líneas francesas.

## Tratamientos probados
Después de este incidente, Tarrare estaba desesperado por evitar más servicios militares, y volvió al hospital diciéndole a Percy que probaría cualquier cura posible para su apetito. Percy le trató con láudano sin éxito; otros tratamientos con vinagre de vino y pastillas de tabaco fracasaron de la misma manera. Tras estos fracasos, Percy dio a Tarrare grandes cantidades de huevos pasados por agua, pero esto tampoco sirvió para reprimir su apetito. Los esfuerzos para que siguiera cualquier tipo de dieta controlada fracasaron, se escabullía del hospital para buscar vísceras fuera de las carnicerías y para enfrentarse a perros callejeros por la carroña de las alcantarillas, callejones y montículos de basura. También fue descubierto varias veces en el hospital bebiendo de los pacientes sometidos a sangrías, y tratando de comerse los cuerpos de la morgue del hospital. Otros médicos pensaban que Tarrare era un enfermo mental e insistían en que se le trasladara a un manicomio, pero Percy quería continuar con sus experimentos y Tarrare permaneció en el hospital militar.
Después de un tiempo, un bebé de 14 meses desapareció del hospital, y sospecharon inmediatamente de Tarrare. Percy fue incapaz, o no quiso defenderlo, y el personal del hospital lo sacó de allí, adonde nunca regresó.

## Muerte
Cuatro años después, en 1798, Tessier, del hospital de Versalles, se puso en contacto con Percy para notificarle de que uno de sus pacientes deseaba verlo. Era Tarrare, ahora postrado en una cama y débil. Tarrare le dijo a Percy que se había tragado un tenedor de plata dos años antes y que creía que lo tenía alojado dentro causándole su actual debilidad. Esperaba que Percy pudiera encontrar alguna manera de sacarlo. Sin embargo, Percy identificó que sufría de una tuberculosis avanzada. Un mes después, Tarrare comenzó a sufrir una continuada diarrea exudativa y murió poco después.
El cadáver se pudrió rápido. Los cirujanos del hospital se negaron a diseccionarlo. Tessier, sin embargo, quería saber cómo se diferenciaba internamente de la anatomía normal. En la autopsia, se descubrió que el esófago de Tarrare era anormalmente ancho y cuando sus mandíbulas estaban abiertas, los cirujanos podían ver un gran canal hasta su estómago. Se encontró que tenía el cuerpo lleno de pus, su hígado y vesícula biliar eran anormalmente grandes, y su estómago era enorme, con úlceras cubriendo la mayoría de su cavidad abdominal.